# Northumberland Park (Londres)
Northumberland Park est une zone anglaise située au nord de Londres, dans le borough londonien de Haringey.